# Vazeilles-près-Saugues
Pour les articles homonymes, voir Vazeilles et Saugues (homonymie).
Vazeilles-près-Saugues est une ancienne commune française située dans le département de la Haute-Loire en région Auvergne-Rhône-Alpes, devenue, le 1er janvier 2016, une commune déléguée de la commune nouvelle d'Esplantas-Vazeilles.

## Géographie
Sur la commune de Vazeilles près Saugues se trouve la Garde du Fraisse d'une hauteur de 1146 m qui est le point culminant de la commune. Il y a aussi les gorges de la Virlange et de Panis. 

## Histoire
Ce village est mentionné au XIIe siècle et il dépendait de la province et du bailliage du Gévaudan en 1789. On y trouve les vestiges d'un ancien château féodal qui appartenait aux barons puis vicomtes de la Maison d'Apcher, grande famille nobiliaire du Gévaudan, dont les premières mentions de "vicomtes de Vazeilles" seraient Jacques d'Apchier (1415-1486) et son fils François d'Apchier (1509-1575). Le château a été détruit pendant la Révolution de 1789. De ce château, il ne reste que quelques ruines de la muraille, dont une porte et des vestiges de tours. Les pierres de la forteresse furent récupérées par les habitants du village pour construire et agrandir les fermes au début du XIXe siècle dont on retrouve des linteaux de fenêtres ou des vestiges de machicoulis sous certaines toitures. Certaines bâtisses conservent encore sur leur porte d'entrée la date de leur construction : ces dates vont de 1820 à 1890.
Le village fut connu pour sa contestation contre les inventaires de l'Eglise au lendemain de la loi sur la séparation de l'Eglise et de l'Etat de 1905 (loi sur la laïcité). Un décret de décembre 1905 prévoyait l'inventaire des biens des églises, ce qui suscita de vives protestations et échauffourées dans plusieurs paroisses, surtout dans les régions cléricales. Le 6 mars 1906, les habitants de Vazeilles s'insurgèrent contre la venue des agents de l'Etat en montant une barricade avec des troncs d'arbres pour barrer l'accès à la place de l'église. Des habitants armés de bâtons, fourches et fusils de chasse guettèrent l'arrivée des forces de l'ordre pour défendre leur église. Les forces furent bloquées devant l'église et le prêtre, avec le soutien du maire, lut sa protestation devant les autorités découvertes.
En 2016, la commune de Vazeille-près-Saugues est supprimée et fusionnée avec celle d'Esplantas.   

## Politique et administration
| Période      | Période  | Identité           | Étiquette      | Qualité |
| ------------ | -------- | ------------------ | -------------- | ------- |
| janvier 2016 | En cours | Jean-Marc Charrade | Sans étiquette |         |

| Période                                  | Période | Identité               | Étiquette      | Qualité     |
| ---------------------------------------- | ------- | ---------------------- | -------------- | ----------- |
| Les données manquantes sont à compléter. |         |                        |                |             |
| ?                                        | 1810    | Alexandre Nauton       | Sans étiquette | Notaire     |
| 1810                                     | 1834    | Laurent Sabatier       | Sans étiquette | Cultivateur |
| 1834                                     | 1838    | Joseph Guy             | Sans étiquette | Cultivateur |
| 1838                                     | 1848    | Louis-Alexandre Nauton | Sans étiquette | Géomètre    |
| 1848                                     | 1871    | Jean-Baptiste Guy      | Sans étiquette | Cultivateur |
| 1871                                     | 1878    | Jean-Pierre Pascal     | Sans étiquette | Cultivateur |
| 1878                                     | 1881    | Jean-Baptiste Guy      | Sans étiquette | Cultivateur |
| 1881                                     | 1900    | Pierre Pascal          | Sans étiquette | Cultivateur |
| 1900                                     | 1919    | Pierre Blanc           | Sans étiquette |             |
| 1919                                     | 1929    | Pierre Guy             | Sans étiquette |             |
| 2001                                     | 2015    | Jean-Marc Charrade     | Sans étiquette |             |

## Démographie
L'évolution du nombre d'habitants est connue à travers les recensements de la population effectués dans la commune depuis 1793. À partir du 1er janvier 2009, les populations légales des communes sont publiées annuellement dans le cadre d'un recensement qui repose désormais sur une collecte d'information annuelle, concernant successivement tous les territoires communaux au cours d'une période de cinq ans. 
Pour les communes de moins de 10 000 habitants, une enquête de recensement portant sur toute la population est réalisée tous les cinq ans, les populations légales des années intermédiaires étant quant à elles estimées par interpolation ou extrapolation. Pour la commune, le premier recensement exhaustif entrant dans le cadre du nouveau dispositif a été réalisé en 2008,.
En 2013, la commune comptait 39 habitants, en évolution de −9,3 % par rapport à 2008 (Haute-Loire : +5,12 %, France hors Mayotte : +2,49 %).
| 1793 | 1800 | 1806 | 1821 | 1831 | 1836 | 1841 | 1846 | 1851 |
| ---- | ---- | ---- | ---- | ---- | ---- | ---- | ---- | ---- |
| 230  | 102  | 165  | 550  | 604  | 217  | 237  | 253  | 304  |

| 1856 | 1861 | 1866 | 1872 | 1876 | 1881 | 1886 | 1891 | 1896 |
| ---- | ---- | ---- | ---- | ---- | ---- | ---- | ---- | ---- |
| 262  | 281  | 242  | 250  | 256  | 244  | 263  | 260  | 255  |

| 1901 | 1906 | 1911 | 1921 | 1926 | 1931 | 1936 | 1946 | 1954 |
| ---- | ---- | ---- | ---- | ---- | ---- | ---- | ---- | ---- |
| 241  | 282  | 274  | 263  | 209  | 204  | 180  | 134  | 122  |

| 1962 | 1968 | 1975 | 1982 | 1990 | 1999 | 2008 | 2013 | - |
| ---- | ---- | ---- | ---- | ---- | ---- | ---- | ---- | - |
| 108  | 100  | 73   | 68   | 52   | 44   | 43   | 39   | - |

## Économie
Les principales ressources et productions du village sont le bois, les céréales, les ovins et les bovins. 90 % de la population de Vazeilles vit du bétail, de l'élevage et de l'agriculture fermière. Le village vit également d'une économie présentielle liée au nombre important de maisons secondaires et saisonnières dans le village, surtout en période estivale. 

## Culture locale et patrimoine

### Lieux et monuments

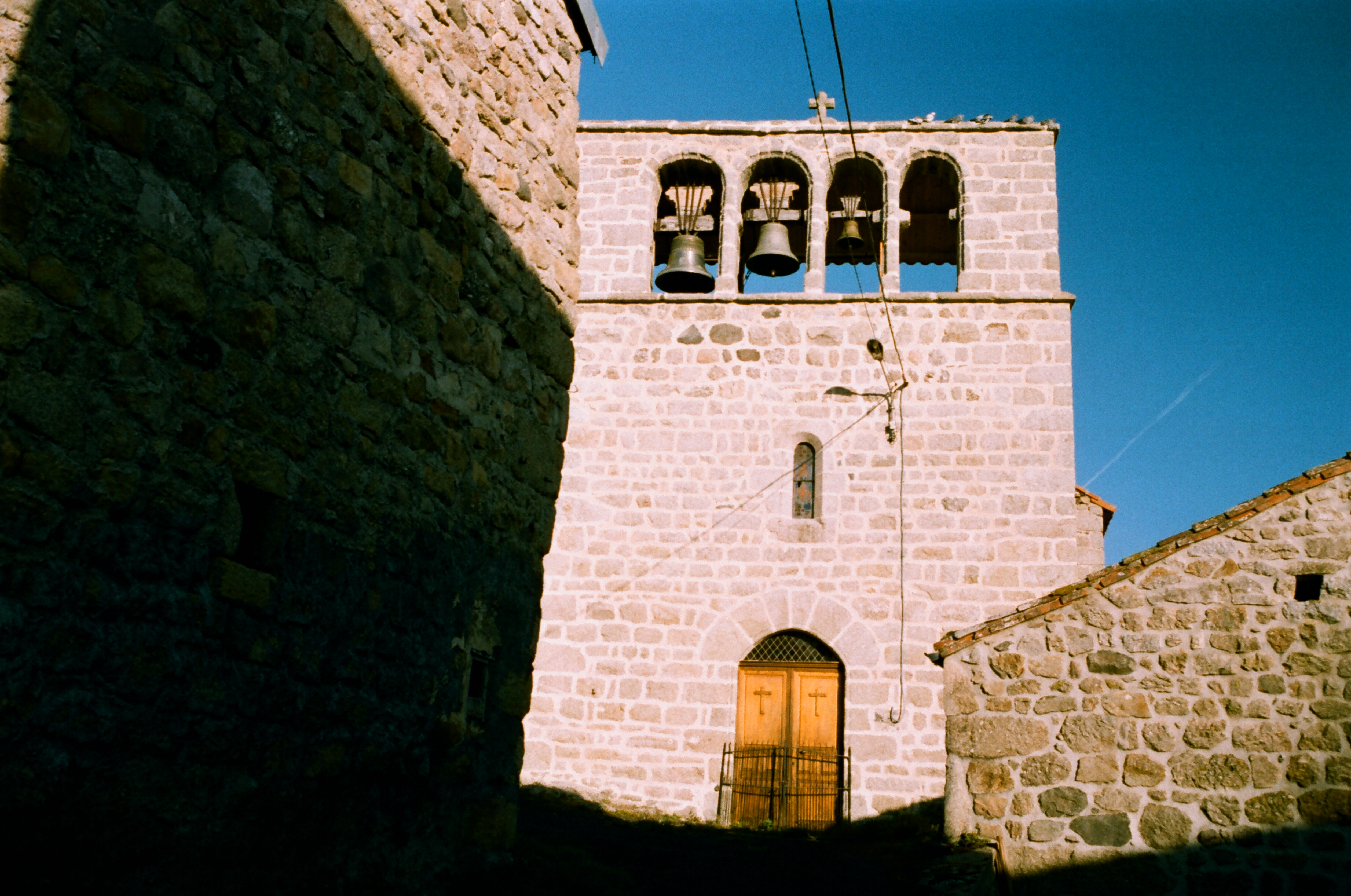
Église de Vazeilles près Saugues.

- L'église : elle date du 15e siècle. Elle est constituée d'un clocher à peigne, de deux croix et d'un oratoire moderne dédié à Notre-Dame. C'est une église typiquement construite en tradition auvergnate. A l'intérieur, se trouve une stèle commémorative du sculpteur parisien Charles Desvergnes rendant hommage aux 11 soldats morts durant la Première Guerre Mondiale[8]. Elle montre une femme en deuil recouvrant le corps d'un poilu mort avec un drapeau où est inscrit "Honneur et Patrie" et une croix latine. L'inscription inscrite sur le monument est la suivante : " Passant que ton front se découvre devant ceux qui sont morts pour toi morts au champ d'honneur ".
- L'ancien four à pain.